# زبان‌های کوا
زبان‌های کوا که اغلب به نام «کاوای نو» شناخته می‌شود، خانوادهٔ زبانی‌ای پیشنهادشده —ولی هنوز اثبات‌نشده— است. این زبان در جنوب شرقی ساحل عاج، جنوب غنا و مرکز توگو سخن گفته می‌شود. نام این خانوادهٔ زبانی توسط زبان‌شناس آلمانی گوتلوب کراوزه گزیده‌شد و معنای نام آن در زبان‌های مذکور «مردم» است.